# Ahhotep I.
Ahhotep I. (auch Aahotep I., Iahhotep I.; * um 1575 v. Chr.; † um 1530 v. Chr.) war in der 17. Dynastie eine altägyptische Königin und wahrscheinlich Gemahlin des Seqenenre, der nach dem Tod ihres mutmaßlichen Vaters Senachtenre auf den Thron folgte.

## Familie
Ahhotep I. war wahrscheinlich die Tochter der Tetischeri und des Senachtenre. Als weitere mögliche Geschwister sind neben Seqenenre, den sie später wahrscheinlich heiratete, unter anderem Ahhotep II. und Kamose bekannt.
Sie ist wahrscheinlich identisch mit der Mutter der „Königstöchter“ Ahmose Henutempet, Ahmose Nebetta und Ahmose Tumerisi, deren Vater vermutlich Seqenenre war. Weiterhin ist sie vielleicht identisch mit der Ahhotep, die als Mutter der „(Großen) Königstochter“ Ahmose und der „Königstochter“ Ahmose-Scheri gilt, die eindeutig als Töchter von Seqenenre genannt werden. Ebenfalls könnte sie identisch mit Ahhotep III. sein, die zusammen mit Seqenenre als Eltern des „Ältesten Königssohns“ Ahmose gelten. Es kann nicht ganz ausgeschlossen werden, dass sie mit Kamose statt Seqenenre verheiratet war.
Mit Seqenenre hatte Ahhotep I. unter anderem möglicherweise auch die Tochter Ahmose-Nefertari und den Sohn Ahmose I., der zum Zeitpunkt seiner Thronfolge um 1550 v. Chr. etwa zehn Jahre alt war. Untersuchungen seiner Mumie ergaben den Befund, dass er im Alter von 35 Jahren verstarb.

## Ahhotep I. als „Vereinerin Ägyptens“
In der Ägyptologie gilt Ahhotep I. zumeist als „Vereinerin Ägyptens, die die Hyksos vertrieb“. Nach dem Tod von Kamose übernahm Ahhotep I. zunächst für ihren minderjährigen Sohn Ahmose I. die Regierungsgeschäfte. Auf einem Denkstein im achten Pylon des Karnak-Tempels betitelt Ahmose I. sie als „Königsmutter und Königstochter, die die Würdenträger versammelte“ und „Gebieterin über die Ufer des Hau-nebut“. Für diese Aktionen bekam Ahhotep I. von Ahmose I. das Ehrengold verliehen:

„Preiset die Herrin des Landes, die Fürstin der Uferländer der Haunebet, mit angesehenem Namen in jedem Fremdland, die das Volk leitet, die Königsgemahlin, Königsschwester, Königstochter und Königsmutter, die herrliche; die die Dinge kennt, die Ägypten vereint, sie versammelte seine Würdenträger, sie schützte es, sie brachte seine Flüchtlinge zurück, sie gliederte die Opponenten wieder ein; sie befriedete Oberägypten und vertrieb seine Aufständischen, die Königin Ah-hotep, sie lebe!“

## Grabstätte
Ahhotep I. verstarb ungefähr zwischen dem 16. und 22. Regierungsjahr des Ahmose I. Bisher wurden zwei Särge entdeckt, die für sie in Frage kommen würden, eine eindeutige Zuordnung ist jedoch noch umstritten.

### Dra Abu el-Naga
1859 fanden in Dra Abu el-Naga Mitarbeiter von Auguste Mariette eine Grabanlage und einen vergoldeten Rischi-Sarg mit Mumie, der viele Objekte mit dem Namen von Ahmose I. und auch einige Objekte mit dem Namen von Kamose enthielt. Darunter waren zwei Modellbarken aus Gold und Silber, kunstvoll verzierte Zeremonialäxte, einen Dolch aus Gold und Elektron, Perlenarmbänder aus Gold und Lapislazuli, Goldhänger, Halbedelsteine, sowie das sogenannte „Ehrengold“, ein Anhänger mit drei goldenen Fliegen.

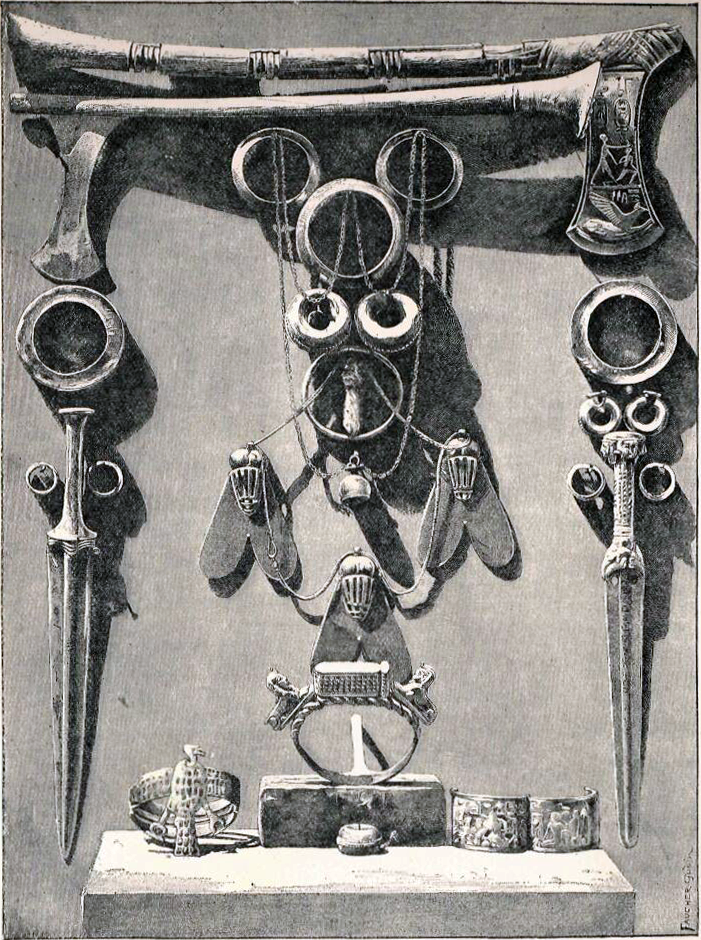
Grabbeigaben der Ahhotep, in der Mitte das Ehrengold
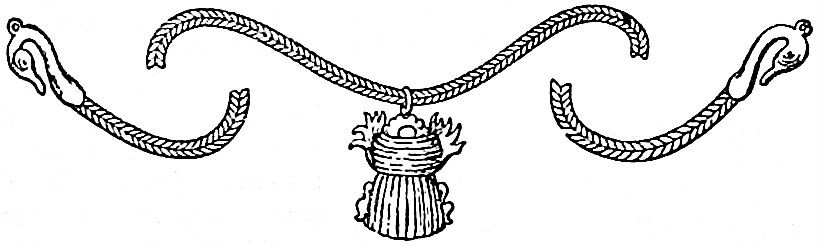
Fuchsschwanzkette aus Gold der Königin Ahhotep I als Grabbeigabe

Der Fundort lag nur unweit des Fundortes vom Sarkophag mit der Mumie des Kamose. Die Mumie wurde von den Ausgräbern sofort nach der Entdeckung weggeworfen und ist heute leider verschollen.
Traditionell wird der Sarg Ahhotep I. zugewiesen, jedoch scheint die Zuordnung umstritten zu sein. Zweifelhaft bei der Zuordnung dieses Fundes zu Ahhotep I. ist einerseits, dass sich nirgendwo der Titel „Königsmutter“ findet. Zum anderen gehört der Sarkophag zur älteren Rischi-Sarg-Gruppe (wie die Särge von Seqenenre, Anjotef V. und Anjotef VI.), jedoch starb die Mutter von Ahmose I. erst zwischen dessen 16. und 22. Lebensjahr. Außerdem sind nur Objekte mit Namen des Kamose, jedoch nicht von Seqenenre gefunden worden.
Claude Vandersleyen weist diesen Sarg Ahhotep II., der vermuteten Gemahlin von Kamose, zu. Die gefundenen Waffen sieht er als Zeichen der Zeit, die auch zu den kriegerischen Aktivitäten Kamoses passen würden.

### Deir el-Bahari
Ein weiterer Sarg mit dem Namen Ahhoteps wurde einige Jahre später in der Cachette von Deir el-Bahari (DB/TT320) gefunden. Hierbei handelt es sich um einen jüngeren Rischi-Sarg-Typ, der in die Gruppe der Särge von Ahmose-Nefertari und Ahmose-Meritamun II. passt. Er enthielt die Mumie von Pinudjem I. und wurde traditionell Ahhotep II. zugeordnet (als Gemahlin von Amenophis I.). Auf dem Sarg wird diese Ahhotep als „(Große) Königsmutter“ betitelt, jedoch hatte Amenophis I. bereits Ahmose Meritamun II. als Gemahlin und von ihm sind keine weiteren Kinder bekannt. Nach Vandersleyen scheint dieser Sarg also eher zu Ahhotep I. zu gehören.